# لو تایفر
لو تایفر (فرانسوی: Le Taillefer - تلفظ: lə.taj.fɛʁ) یک کوه در رشته کوه آلپ دوفینه است. بلندترین نقطه این کوه، ۲۸۵۷ متر (۹۳۷۳ پا) ارتفاع دارد. قله این کوه در جنوب شرقی گرونوبل است و بلندترین کوه آن در بخش پیوسته تایفر قرار دارد.